# Teófila Madroñal Iglesias
Teófila Madroñal Iglesias (Madrid, 1905 - l'Uruguai, 1990) fou una miliciana i infermera espanyola.
D'origen humil, es va casar amb un comunista el 1930. Després de l'esclat de la Guerra Civil, fou miliciana del Batalló Leningrado de les Milícies Populars i després de la primera Brigada Mòbil de Xoc de la Divisió 46, va lluitar en el front de Madrid i en la batalla de Guadalajara. Va assolir el grau de sergent: «les milicianes foren valentes i el temps que romangueren en el front compliren com els homes, a vegades tingueren més coratge que ells. Les dones botàvem les trinxeres com a dimonis» (entrevista a Antonina Rodrigo). Ferida el 1937, fou traslladada a Xàtiva i després a Alacant. Hi estudià en l'Escola d'Infermeres d'Alacant i treballà com a infermera fins al final de la guerra. El 1937, el seu nom apareix en la premsa en una llista de donants per a la concessió de la Cruz Laureada al General Miaja (Liberación, 11 de juny de 1937). El seu marit va morir en el front. El març de 1939 va eixir d'Alacant amb el vaixell Stanbrook cap a l'exili. Estigué primer a Orà, en un centre d'internament, i després va sobreviure gràcies a treballs de costura. Exiliada a diversos països (França, Xile, Bolívia), a mitjan anys cinquanta es va instal·lar a l'Uruguai, on va regentar hotels. El 1976 fou detinguda i acusada de col·laborar amb el moviment Tupamaro. Va morir sense tornar de l'exili.